# Kviteseid
Kviteseid este o comună din provincia Telemark, Norvegia.
Se află cu cel mai înalt punct în Sveinsheii[*], la 1.141,7 m. Are o suprafață de 708,47 km². Populația este de 2.427 locuitori, determinată în 1 ianuarie 2023, prin Folkeregisteret[*].